# Pierre-André-Hercule Berlier
Pour les articles homonymes, voir Berlier.
Pierre-André-Hercule Berlier, né le 10 octobre 1769 à Crest dans la Drôme et mort le 14 août 1821 à Valence, dans le même département, est un général français de la Révolution et de l’Empire.

## Biographie

### Sous la Révolution

Rue du général Berlier à Crest.

Berlier entre au service le 11 octobre 1791 en qualité de sous-lieutenant au 4e bataillon de volontaires de la Drôme, amalgamé en l'an II dans la 83e demi-brigade d'infanterie, devenue 57e demi-brigade en l'an IV. Lieutenant le 15 juin 1792 et capitaine de grenadiers le 13 août 1793, il fait les campagnes de 1792 à l'an V à l'armée d'Italie, celles de l'an VI à l'an IX aux armées d'Angleterre, d'Helvétie, des Grisons et du Rhin et reçoit un coup de feu à la tête le 15 floréal an VIII lors de la bataille de Moesskirch.

### Du capitaine de la Garde au général d'Empire
Capitaine au régiment des chasseurs à pied de la Garde des consuls le 30 nivôse an XII, Berlier est nommé membre de la Légion d'honneur le 25 prairial de la même année et chef de bataillon au 2e régiment des chasseurs à pied le 18 fructidor an XIII. Il suit la Grande Armée de l'an XIV à 1807 en Autriche, en Prusse et en Pologne et est nommé officier de la Légion d'honneur le 14 mars 1806. Il passe ensuite colonel du 36e régiment d'infanterie de ligne le 20 octobre suivant et reçoit un coup de feu à l'épaule gauche le 8 février 1807 à la bataille d'Eylau.
Créé baron de l'Empire le 18 août 1810, il est dirigé sur l'Espagne dans le corps du maréchal Soult et y guerroie de 1808 à 1814. L'Empereur le nomme général de brigade le 6 août 1811. Le 27 février 1814, il combat à Orthez et le 10 avril aux Ponts-Jumeaux lors de la bataille de Toulouse au cours de laquelle un coup de feu lui traverse les deux épaules. Mis en demi-solde le 1er septembre de la même année, Berlier est fait chevalier de Saint-Louis le 7 mars 1815 et chargé du commandement du département de la Drôme le 23 mai suivant. Remis en demi-solde le 11 septembre et compris comme disponible dans le cadre de l'état-major général de l'armée le 30 décembre 1818, il se retire à Valence où il meurt le 14 août 1821.

## Famille
Il est issu de la même branche familiale (cousin germain) que le comte Théophile Berlier. Il n'y a pas de liens certains avec la famille Berlier de Vauplane, mais seulement des présomptions, l'historien Xavier de Montclos évoquant ce lien, mais sans mentionner l'ancêtre commun.

## Armes
| Figure | Blasonnement |
|        | Écartelé : aux I et IV, d'argent à trois lionceaux de sable ; au II, de gueules à une épée d'argent qui est des barons militaires ; au III, de gueules à une lance d'argent. |